# Yankee Stadium (1923)
Yankee Stadium – nieistniejący stadion baseballowy na Bronksie w Nowym Jorku, na którym swoje mecze rozgrywał zespół New York Yankees. Był czterokrotnie areną Meczu Gwiazd.
Budowę obiektu, która trwała 284 dni, rozpoczęto w maju 1922. Pierwszy mecz rozegrano 18 kwietnia 1923; spotkanie New York Yankees – Boston Red Sox obejrzało 74 200 widzów, co było wówczas rekordem frekwencji w Major League Baseball. 28 maja 1946 odbył się pierwszy mecz przy sztucznym oświetleniu. W latach 1974–1975 zespół zmuszony był w roli gospodarza występować na Shea Stadium, gdyż obiekt przechodził renowację. Pojemność stadionu zmniejszono wówczas z 65 010 do 54 028 miejsc. Ostatni mecz odbył się 21 września 2008. 
3 sierpnia 1958 roku – w czasie odbywającego się kongresu międzynarodowego Świadków Jehowy Wola Boża – na stadionie obecnych było 123 707 osób, o czym informuje tablica pamiątkowa. Była to największa liczba obecnych na tym stadionie w trakcie jednej imprezy.
Na Yankee Stadium miały miejsce również koncerty (między innymi The Isley Brothers, Billy'ego Joela i U2), mecze futbolu amerykańskiego, piłkarskie i bokserskie, a także msze święte odprawiane przez papieży Pawła VI w 1965 i Jana Pawła II w 1979. Stadion zburzono w 2009 roku.
Od sezonu 2009 New York Yankees rozgrywają swoje mecze na nowym, mogącym pomieścić 52 325 widzów stadionie o tej samej nazwie.

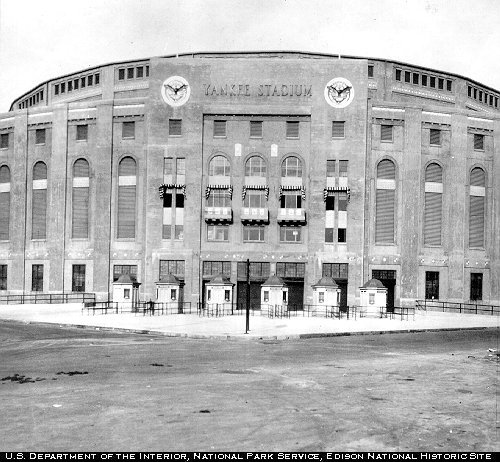
Główne wejście w latach 20. XX wieku.
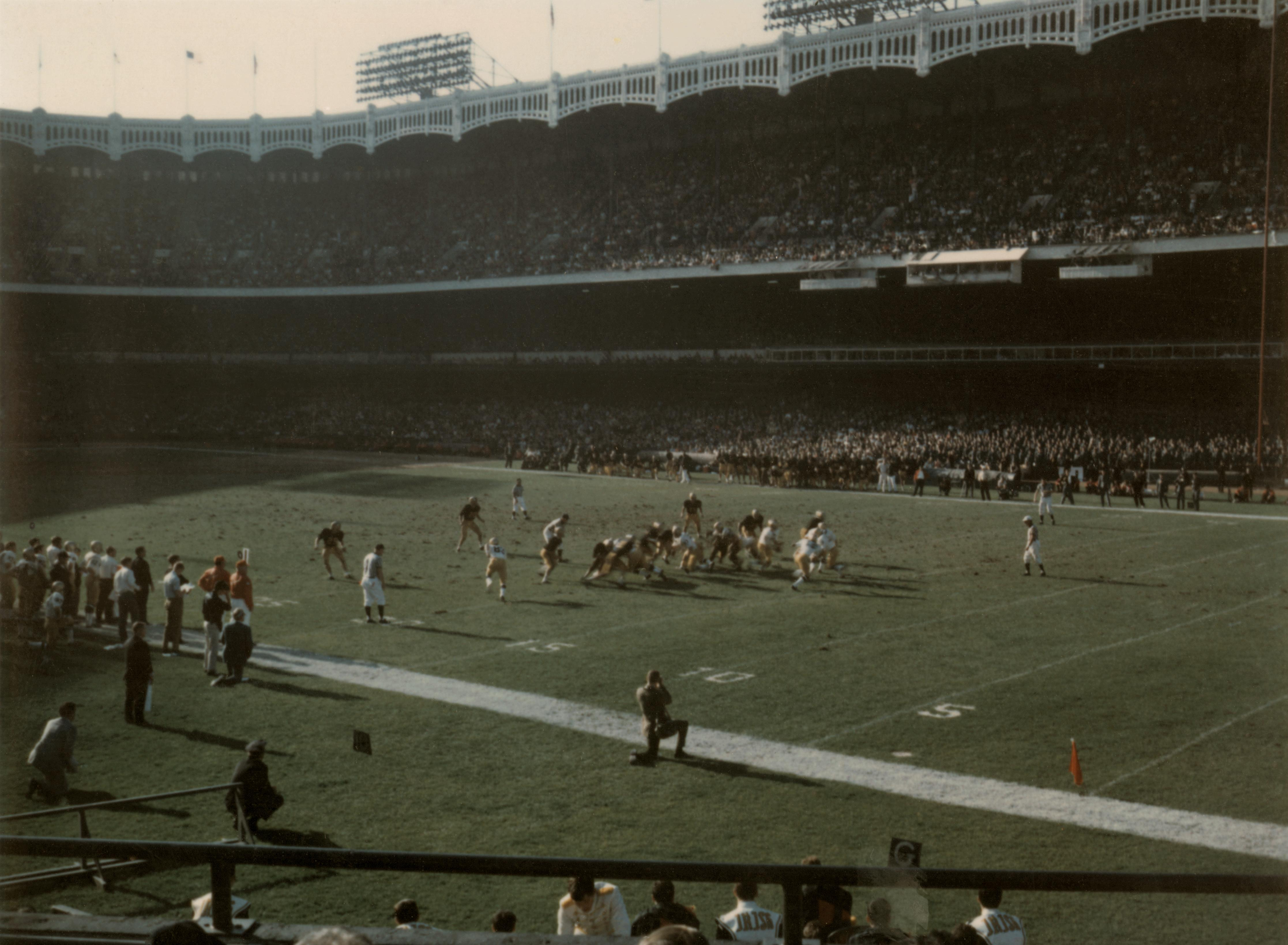
Mecz futbolu amerykańskiego.
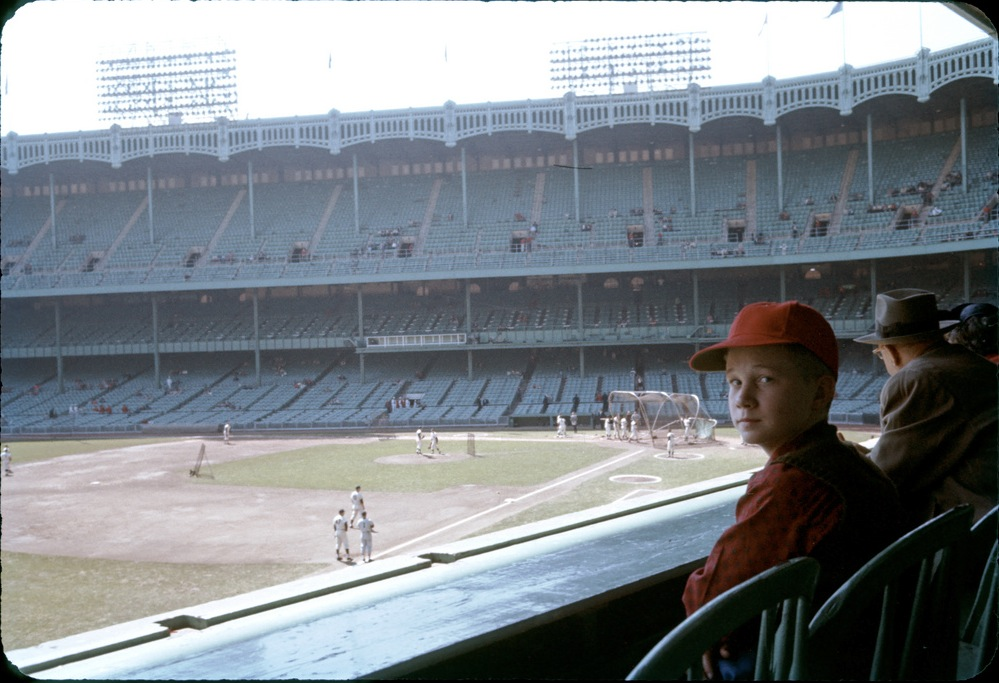
Yankee Stadium w 1959.
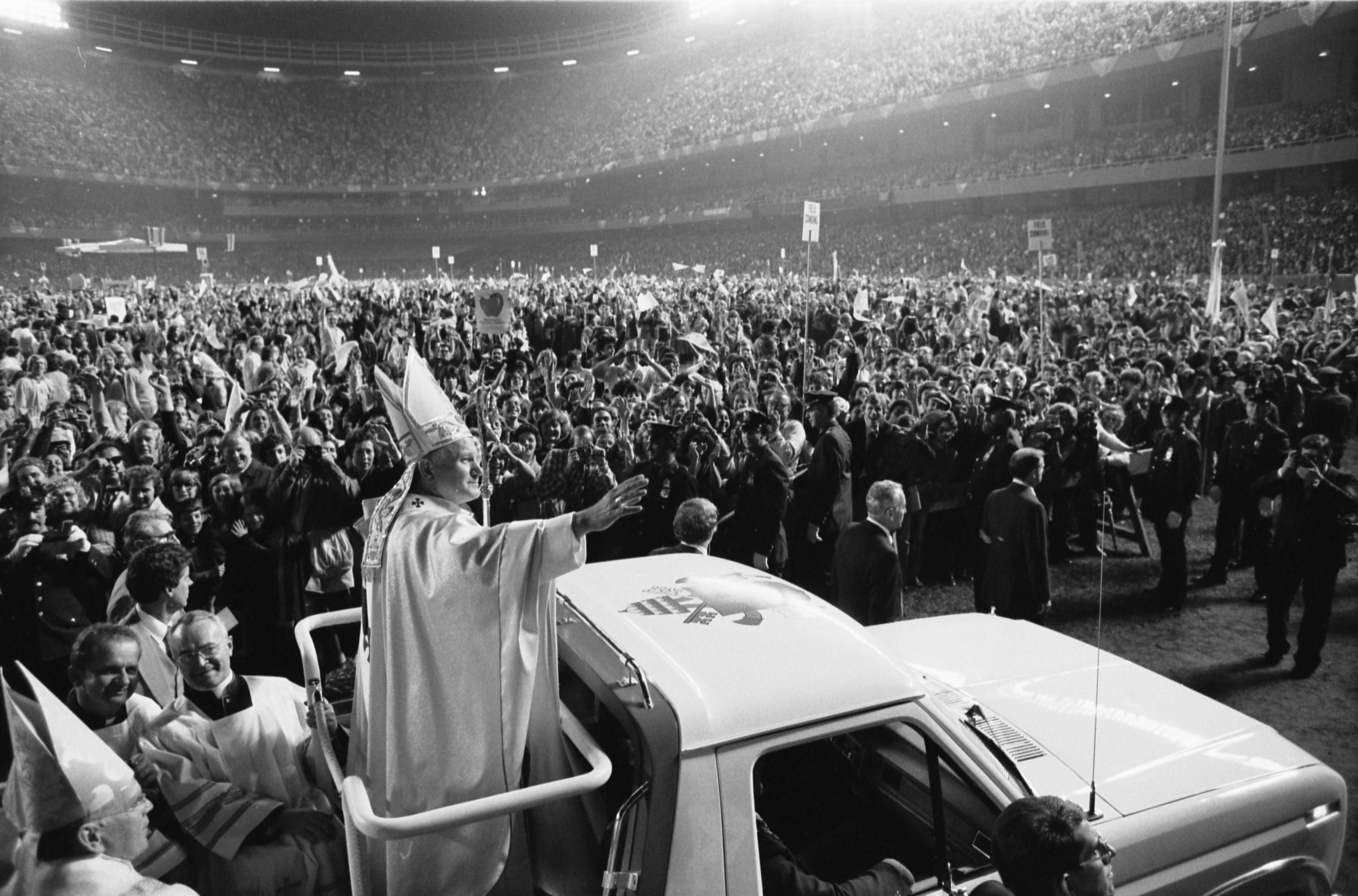
Jan Paweł II na Yankee Stadium
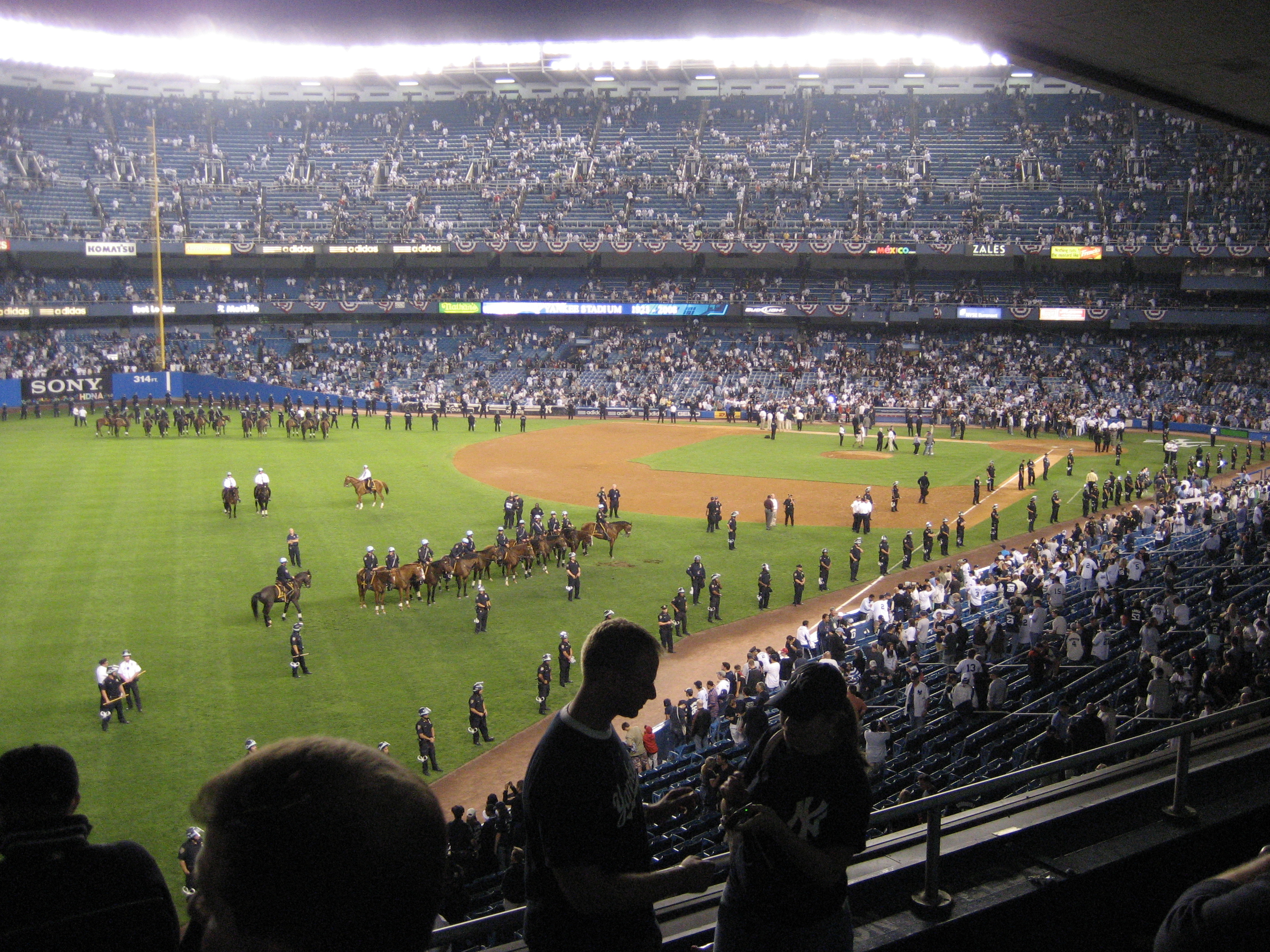
Ostatni mecz na Yankee Stadium.